# Paurophylla ochrias
Paurophylla ochrias är en fjärilsart som beskrevs av George Francis Hampson. Paurophylla ochrias ingår i släktet Paurophylla och familjen nattflyn. Inga underarter finns listade i Catalogue of Life.